# Monigote (magia)

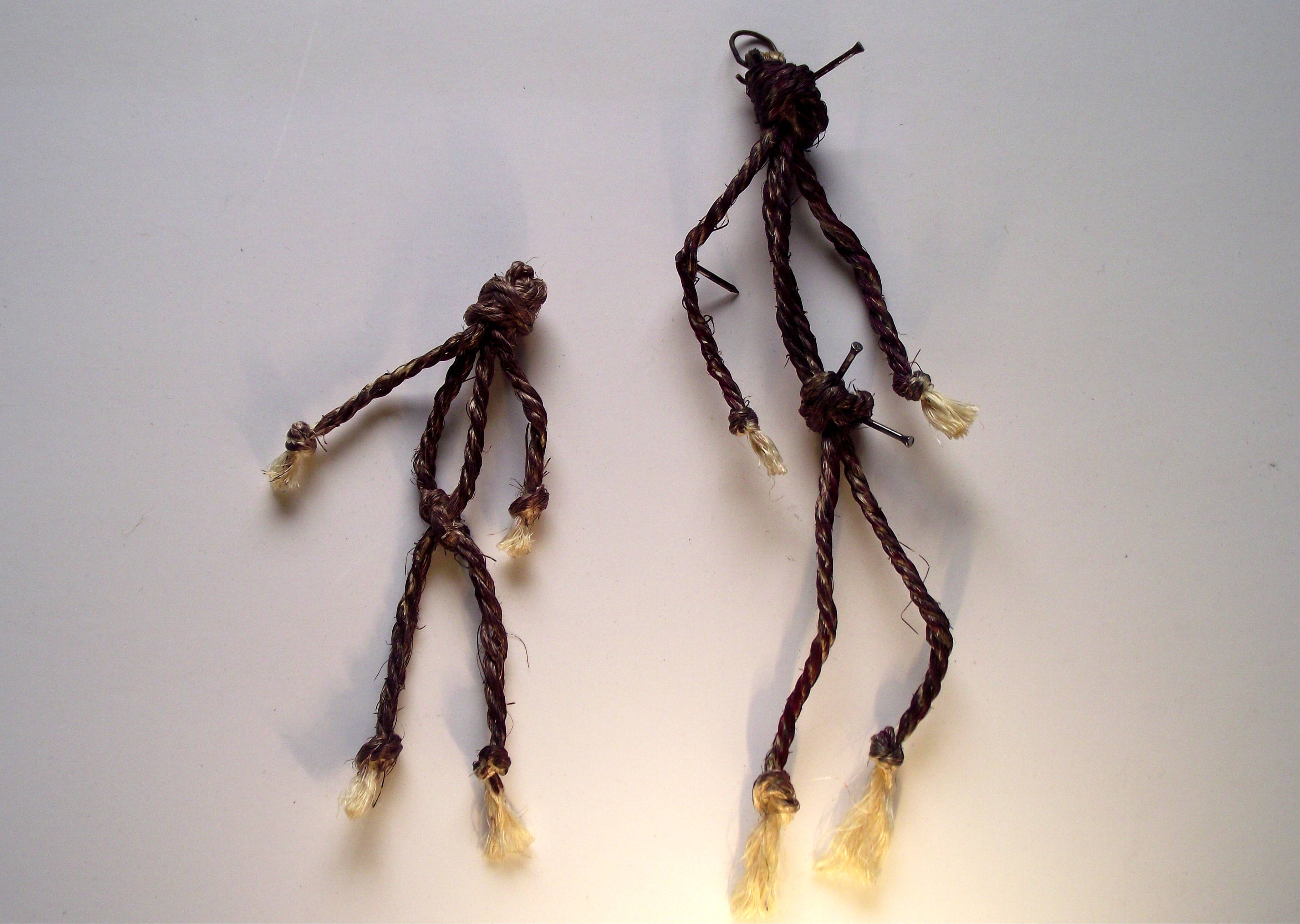
Monigotes

En la magia folclórica y la brujería, un monigote o poppet (del inglés británico, /ˈpɒpɪt/ «muñeco», «niño pequeño») es un muñeco hecho para encantar a una persona, para lanzar hechizos a esa persona o para ayudarla a través de la magia. Ocasionalmente se colocan en las chimeneas.
Los monigotes pueden estar hechos de varios materiales, como raíces, granos o mazorcas talladas, fruta, papel, cera, patata, arcilla, ramas o telas rellenas de hierbas con la intención de que cualquier acción realizada sobre la efigie sea transferida al sujeto basado en la magia simpática. Los poppets también se usan como figuras de brujas de cocina.